# Eric Campbell (acteur)
Ne doit pas être confondu avec Eric Campbell.
Eric Campbell est un acteur britannique né le 26 avril 1879 dans le comté de Cheshire (Angleterre), et mort d'un accident de voiture le 20 décembre 1917 à Los Angeles (Californie).
Il est apparu dans presque tous les films de Charlie Chaplin réalisés pour la compagnie Mutual entre 1916 et 1917, incarnant des colosses menaçants (il mesurait 1,96 m pour plus de 136 kg).

## Biographie

### Débuts
Campbell épouse une de ses collègues de music-hall, Fanny Gertrude Robotham, le 30 mars 1901. Il est remarqué par Fred Karno, célèbre imprésario anglais qui avait également découvert Charlie Chaplin et Stan Laurel. Karno est impressionné par le gabarit de Campbell et par sa riche voix de baryton. Il l’entraîne avec lui à Londres et l'initie, au sein de sa troupe la Fun Factory, à la comédie burlesque, genre dans lequel Campbell acquiert rapidement une notoriété.

### Les États-Unis
La Fun Factory embarque pour New York en juillet 1914, suivant les traces de Chaplin et de Stan Laurel, qui y avaient débarqué un an plus tôt. Campbell est rapidement recruté par Charles Frohman, un producteur de Broadway, et décide de rester aux États-Unis. Fin février 1916, Chaplin est à New York, avec son frère Sydney, pour la signature de son contrat avec la compagnie cinématographique Mutual. Il voit Campbell à Broadway, dans une comédie de George M. Cohan, Pom Pom, et l’invite à rejoindre sa troupe d’acteurs à Hollywood pour les nouveaux films qu’il va réaliser.

### Succès

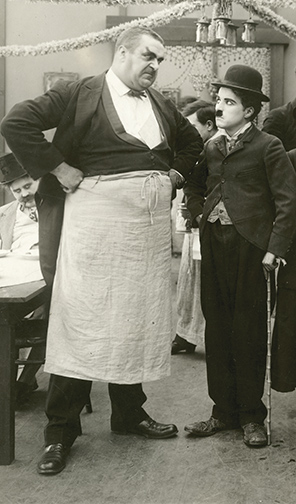
Avec Charlie Chaplin dans L'Émigrant.

Chaplin met au point un maquillage pour le colosse : des sourcils exagérés, des yeux charbonneux, un crâne rasé et une longue barbe maigrelette. Le premier film de Campbell avec lui est Charlot chef de rayon, en mars 1916. Il y joue une brute épaisse, rôle qu’il reprend dans des classiques tels que Charlot patine, Charlot brocanteur, Charlot s'évade, Charlot fait une cure, L'Émigrant et Charlot policeman.
Chaplin étant une des stars de cinéma les plus connues au monde (avec des imitateurs en grand nombre, dont son vieil ami Stan Laurel), il est dès lors inévitable que Campbell, un des éléments-clés dans les films de Chaplin de cette période, ait aussi des imitateurs. Le plus célèbre d’entre eux est Oliver Hardy, alors faire-valoir de Billy West, un imitateur plagiaire de Chaplin. Dix ans plus tard, Hardy s'associera à Stan Laurel pour créer l'un des plus célèbres duos comiques du cinéma.
En septembre 1917, Campbell tourne dans le dernier film de Chaplin pour la Mutual, Charlot s'évade, puis le réalisateur commence la construction de son propre studio sur LaBrea Avenue à Hollywood. Durant les cinq mois de construction, Chaplin « prête » Campbell à Mary Pickford pour son film Amarilly of Clothes-Line Alley (1917). Finalement il n'apparait pourtant pas dans le film, ce qui fait de Charlot s'évade sa dernière apparition à l'écran.

### Déclin
Alors qu'il est sur le point de devenir lui aussi une star mondialement connue, la vie personnelle de Campbell est marquée par la tragédie et le scandale. Le 9 juillet 1917, sa femme meurt subitement d'une crise cardiaque, après un dîner dans un restaurant de Santa Monica, non loin de leur domicile. Alors qu’elle se rendait dans un magasin pour acheter une robe de deuil, sa fille Una, âgée de seize ans, est renversée par une voiture et grièvement blessée.
Lors d'une fête donnée le 12 septembre par Pete Schmid, un publicitaire du Studio Aircraft, Campbell fait la rencontre de Pearl Gilman, une petite comédienne de vaudeville traînant avec elle une réputation de « croqueuse de diamants » (« gold-digger »). Elle avait été mariée en 1912 à Charles W. Alisky, héritier d’un confiseur, avait divorcé quelques années plus tard et s’était remariée avec un autre homme riche, Theodore Arnreiter. Sa sœur Mabelle avait épousé un magnat âgé, William E. Corey, propriétaire de l’U.S. Steel.
Cinq jours seulement après leur rencontre, Campbell et Gilman se marient chez Elaine Hardy au 824, 5th Street, à Santa Monica. Sa fille Una, en convalescence dans la maison d’un ami à Santa Monica Canyon, n'est informée du mariage de son père que plusieurs semaines après. Deux mois plus tard, Pearl Gilman demande le divorce, invoquant le comportement alcoolique de Campbell et son usage du blasphème et des jurons. Campbell quitte le bungalow de Santa Monica et prend une chambre au Los Angeles Athletic Club, près de chez Chaplin.

### Décès
Le 20 décembre 1917, Campbell participe à une fête de Noël au Country Club de Vernon. Il rentre à Los Angeles en voiture, complètement ivre. À l’approche de l’intersection de Wilshire Boulevard et Vermont Avenue, il perd le contrôle de son véhicule qui roulait à plus de 60 miles à l’heure, traverse Wilshire et percute de plein fouet une autre voiture. Il est tué sur le coup, mais son corps massif reste bloqué plus de cinq heures dans l’épave du véhicule. Il avait 38 ans.
Après l'incinération de sa dépouille, ses cendres sont envoyées au cimetière de Rosedale, dans l’attente du règlement des funérailles. Quand la facture revient impayée six mois plus tard, l'urne est retournée à la Handley Mortuary, où elle reste enfermée dans un placard jusqu’à la fin de 1938. À la fermeture de la morgue, l'urne est renvoyée à Rosedale, où elle séjourne dans un autre placard pendant treize années supplémentaires.
En 1952, un employé de bureau bienveillant prend des dispositions pour que les restes de Campbell soient inhumés. Mais, malheureusement, il oublie d'enregistrer l’endroit, de sorte que personne ne sait aujourd'hui où ils se trouvent.
En 1996, un film documentaire, Chaplin's Goliath: In Search of Scotland's Forgotten Star, écrit et dirigé par Kevin Macdonald, retrace la vie et le travail de Campbell. Durant la réalisation de ce film, un cénotaphe est érigé en sa mémoire au cimetière de Rosedale et une plaque commémorative ajoutée au Castle House Museum de Dunoon.
La mort de Campbell a eu un effet profond sur Chaplin. Selon E.J. Fleming « les films de Chaplin ont perdu une part de leur mystère comique, ce « supplément d’âme » que possédaient les films de la Mutual et qui a fait défaut aux films suivants. Les œuvres postérieures de Chaplin étaient plus autocentrées et avaient perdu les effets des échanges comiques avec Campbell. Il est difficile de dire quelle célébrité Eric Campbell aurait acquise ou quelles différences auraient eus les films de Chaplin avec son meilleur ami costaud. »

## Filmographie
Avec Charlie Chaplin (période Mutual)
- 1916 : Charlot chef de rayon (The Floorwalker)
- 1916 : Charlot pompier (The Fireman)
- 1916 : Charlot musicien (The Vagabond)
- 1916 : Charlot et le Comte (The Count)
- 1916 : Charlot usurier (The Pawnshop)
- 1916 : Charlot fait du ciné (Behind the Screen)
- 1916 : Charlot patine (The Rink)
- 1917 : Charlot policeman (Easy Street)
- 1917 : Charlot fait une cure (The Cure)
- 1917 : L'Émigrant (The Immigrant)
- 1917 : Charlot s'évade (The Adventurer)